# Oberes Wolfachtal
Das FFH-Gebiet Oberes Wolfachtal ist ein im Jahr 2005 durch das Regierungspräsidium Karlsruhe nach der Richtlinie 92/43/EWG (Fauna-Flora-Habitat-Richtlinie) angemeldetes Schutzgebiet (Schutzgebietskennung DE-7515-341) im deutschen Bundesland Baden-Württemberg. Mit Verordnung des Regierungspräsidiums Karlsruhe zur Festlegung der Gebiete von gemeinschaftlicher Bedeutung vom 12. Oktober 2018 (in Kraft getreten am 11. Januar 2019) wurde das Schutzgebiet festgelegt.

## Lage
Das rund 784 Hektar große FFH-Gebiet gehört zu den Naturräumen 151-Grindenschwarzwald und Enzhöhen, 152-Nördlicher Talschwarzwald und 153-Nördlicher Mittlerer Schwarzwald innerhalb der naturräumlichen Haupteinheit 15-Schwarzwald. Es liegt zwischen Bad Peterstal-Griesbach und Bad Rippoldsau-Schapbach und erstreckt sich über die Markungen von drei Städten und Gemeinden:
- Ortenaukreis:
- Bad Peterstal-Griesbach: 180,2095 ha = 23 %
- Landkreis Freudenstadt:
- Bad Rippoldsau-Schapbach: 587,6398 ha = 75 %
- Freudenstadt: 15,6703 ha = 2 %

## Beschreibung und Schutzzweck
Es handelt sich um einen charakteristischen Ausschnitt des nördlichen Mittleren Schwarzwaldes mit artenreichen Wiesen und Magerrasen, Hangwäldern und Karseen in den Tallagen, Hängen und Höhen des oberen Wolftals, der Wolf und ihrer Seitentäler.

### Lebensraumtypen
Gemäß Anlage 1 der Verordnung des Regierungspräsidiums Karlsruhe zur Festlegung der Gebiete von gemeinschaftlicher Bedeutung (FFH-Verordnung) vom 12. Oktober 2018 kommen folgende Lebensraumtypen nach Anhang I der FFH-Richtlinie im Gebiet vor:
| EU Code | Lebensraumtyp (offizielle Bezeichnung)                                                                          | Kurzbezeichnung                              | Hektar |
| ------- | --- | -------------------------------------------- | ------ |
| 3160    | Dystrophe Seen und Teiche                                                                                       | Dystrophe Seen                               | 2,78   |
| 3260    | Flüsse der planaren bis montanen Stufe mit Vegetation des Ranunculion fluitantis und des Callitricho-Batrachion | Fließgewässer mit flutender Wasservegetation | 11,39  |
| 6230    | Artenreiche montane Borstgrasrasen (und submontan auf dem europäischen Festland) auf Silikatböden               | Artenreiche Borstgrasrasen                   | 14,68  |
| 6430    | Feuchte Hochstaudenfluren der planaren und montanen bis alpinen Stufe                                           | Feuchte Hochstaudenfluren                    | 3,26   |
| 6510    | Magere Flachland-Mähwiesen (Alopecurus pratensis, Sanguisorba officinalis)                                      | Magere Flachland-Mähwiesen                   | 156,35 |
| 6520    | Berg-Mähwiesen                                                                                                  | Berg-Mähwiesen                               | 11,09  |
| 7230    | Kalkreiche Niedermoore                                                                                          | Kalkreiche Niedermoore                       | 0,20   |
| 8220    | Silikatfelsen mit Felsspaltenvegetation                                                                         | Silikatfelsen mit Felsspaltenvegetation      | 1,10   |
| 9110    | Hainsimsen-Buchenwald (Luzulo-Fagetum)                                                                          | Hainsimsen-Buchenwald                        | 34,17  |
| 9130    | Waldmeister-Buchenwald (Asperulo-Fagetum)                                                                       | Waldmeister-Buchenwald                       | 8,54   |
| 91E0    | Auenwälder mit Alnus glutinosa und Fraxinus excelsior (Alno-Padion, Alnion incanae, Salicion albae)             | Auenwälder mit Erle, Esche, Weide            | 4,59   |
| 9410    | Montane bis alpine bodensaure Fichtenwälder (Vaccinio-Piceetea)                                                 | Bodensaure Nadelwälder                       | 6,65   |

### Arteninventar
Folgende Arten von gemeinschaftlichem Interesse sind nach der Anlage 1 der Verordnung des Regierungspräsidiums Karlsruhe vom 12. Oktober 2018 (FFH-Verordnung) für das Gebiet gemeldet:
| Bild                        | EU Code | * | Art                         | wissenschaftlicher Name  | Artengruppe |
| --------------------------- | ------- | - | --------------------------- | ------------------------ | ----------- |
| Wimperfledermaus            | 1321    |   | Wimperfledermaus            | Myotis emarginatus       | Säugetiere  |
| Bechsteinfledermaus         | 1323    |   | Bechsteinfledermaus         | Myotis bechsteinii       | Säugetiere  |
| Großes Mausohr              | 1324    |   | Großes Mausohr              | Myotis myotis            | Säugetiere  |
| Grünes Koboldmoos           | 1386    |   | Grünes Koboldmoos           | Buxbaumia viridis        | Moose       |
| Firnisglänzendes Sichelmoos | 1393    |   | Firnisglänzendes Sichelmoos | Drepanocladus vernicosus | Moose       |
| Europäischer Dünnfarn       | 1421    |   | Europäischer Dünnfarn       | Trichomanes speciosum    | Farne       |

### Zusammenhängende Schutzgebiete
Das FFH-Gebiet besteht aus zahlreichen Teilgebieten. Es liegt vollständig im Naturpark Schwarzwald Mitte/Nord. Innerhalb des FFH-Gebiets liegt das Naturschutzgebiet 2023-Glaswaldsee.